# 大學新生
《大學新生》（英語：Sydney White）是一部2007年上映的美國電影，故事以白雪公主與七個小矮人為藍本，由亞曼達·拜恩斯、萨拉·帕克斯顿和麥特·朗主演。
在2004年上映的電影《灰姑娘的玻璃手機》一戲取得成功後，環球影業決定製作這部電影。電影由2007年2月14日一直在奧蘭多拍攝至2007年4月4日。拍攝地點包括中佛羅里達大學、羅林學院和大學附設中學。

## 劇情
自Sydney的母親在她9歲時過世後，她就在一群建築工人中長大。她在取得獎學金後升讀大學，並希望能夠跟隨母親的腳步，成為Kappa姊妹會的成員之一，想要融入被稱為「希臘區」的校園菁英團體之中。
後來Sydney被Kappa會長的瑞萩羅織罪名掃地出門，在走投無路下被好心的矮人窩收留「The Vortex」（一個專供失敗者居住的宿舍）。在那裡，Sydney發現7個怪人（除了Terrance外全是小矮人），都是有各自才能的人，於是組成稱為「自由七次方」（Freedom to the 7th Power）的團體，並選擇了Terrance競選學生會主席，希望能自人數少但卻把持校園內絕大部分資源的希臘區成員手上，爭取他們應有的權益。
不料，想要連任學生會長的瑞萩（Rachel Witchburn，莎拉·派斯頓（Sara Paxton）飾）發現Terrance其實只是個留在校園內不肯離開、畢業多年的社會人士，而成功讓Terrance的競選資格無效化之後，Sydney決定自己出馬競選學生會主席，並在非希臘區的其他團體成員之熱烈支持下，以智取成功打敗勁敵。

## 演員
- 亞曼達·拜恩斯 飾演 Sydney White（影射白雪公主）
- 麥特·朗 飾演 Tyler Prince（影射白馬王子）
- 莎拉·派斯頓（Sara Paxton）飾演 Rachel Witchburn（影射壞皇后）
- John Schneider飾演Paul White（Sydney的父親）
- Crystal Hunt 飾演 Demetria "Dinky Hodgekiss" Rosemead
- Jeremy Howard 飾演 Terrance (Doc)
- Danny Strong 飾演 Gurkin (Grumpy)
- Samm Levine 飾演 Spanky (Happy)
- Adam Hendershott 飾演 Jeremy (Bashful)
- Jack Carpenter 飾演s Lenny (Sneezy)
- Donté Bonner 飾演 Embele (Sleepy)
- Arnie Pantoja 飾演 George (Dopey)
- Brian Patrick Clarke 飾演 Professor Carlton

## 評論
2007年9月21日，影評網站爛蕃茄（Rotten Tomatoes）公佈在75份評論中，有37%的觀眾給了正面評價（少於60%正面評價的電影被評為極差）。
在Metacritic，這部電影根據19份評論，100滿分裡取得44分。

## 等級
這部電影被MPAA評為PG-13，因為戲中有一些會有吸毒鏡頭和髒話、性幽默以及政黨問題。

## 外部連結
- 互联网电影数据库（IMDb）上《Sydney White》的资料（英文）
- 爛番茄上《Sydney White》的資料（英文）
- Metacritic上《Sydney White》的資料（英文）
- Box Office Mojo上《Sydney White》的資料（英文）
- AllMovie上《Sydney White》的资料（英文）